# Ordai járás

Az Ordai járás a Permi határterületen

Az Ordai járás (oroszul Ординский район) Oroszország egyik járása a Permi határterületen. Székhelye Orda.

## Népesség
- 1989-ben 17 576 lakosa volt.
- 2002-ben 17 077 lakosa volt, melynek 80,5%-a orosz, 16,9%-a tatár, 0,7%-a komi-permják nemzetiségű.
- 2010-ben 15 605 lakosa volt, melyből 12 399 orosz, 2 508 tatár, 146 komi stb.